# Castellet i la Gornal
Castellet i la Gornal è un comune spagnolo di 1 488 abitanti situato nella comunità autonoma della Catalogna.